# Tandooribrood
Tandooribrood (Azerbeidzjaans: Təndir çörəyi, Turks: Tandır ekmeği, Perzisch: نان تنوری naan-e-tanuri, Tadzjieks: нони танурй noni tanuri, Kirgizisch: тандыр нан tandyr nan, Oezbeeks: tandir non, Kazachs: тандыр нан tandyr nan, Oeigoers: تونۇر نان, tonur nan, тонур нан, Hindi:  तंदूर नान tandoori naan) is een broodsoort gebakken in een tandoor, een soort steenoven.
In India en Pakistan is tandooribrood vooral populair Khyber-Pakhtunkhwa en de beide provincies Punjab, waar naanbroden worden gebakken in steenovens verhit met hout of houtskool. Deze broden worden tandoorinaan genoemd.

## Galerij

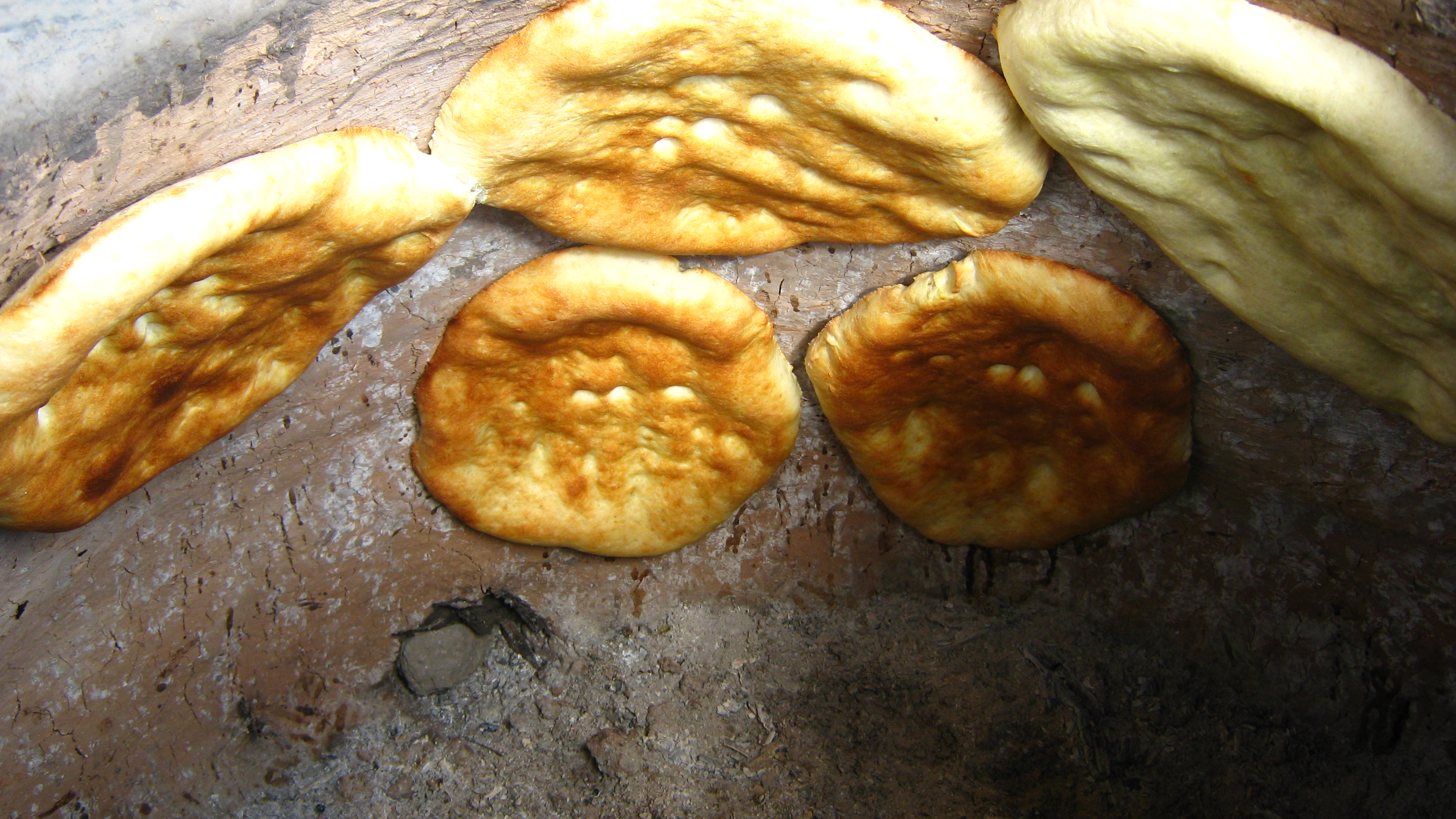
Bakken van tandoori brood
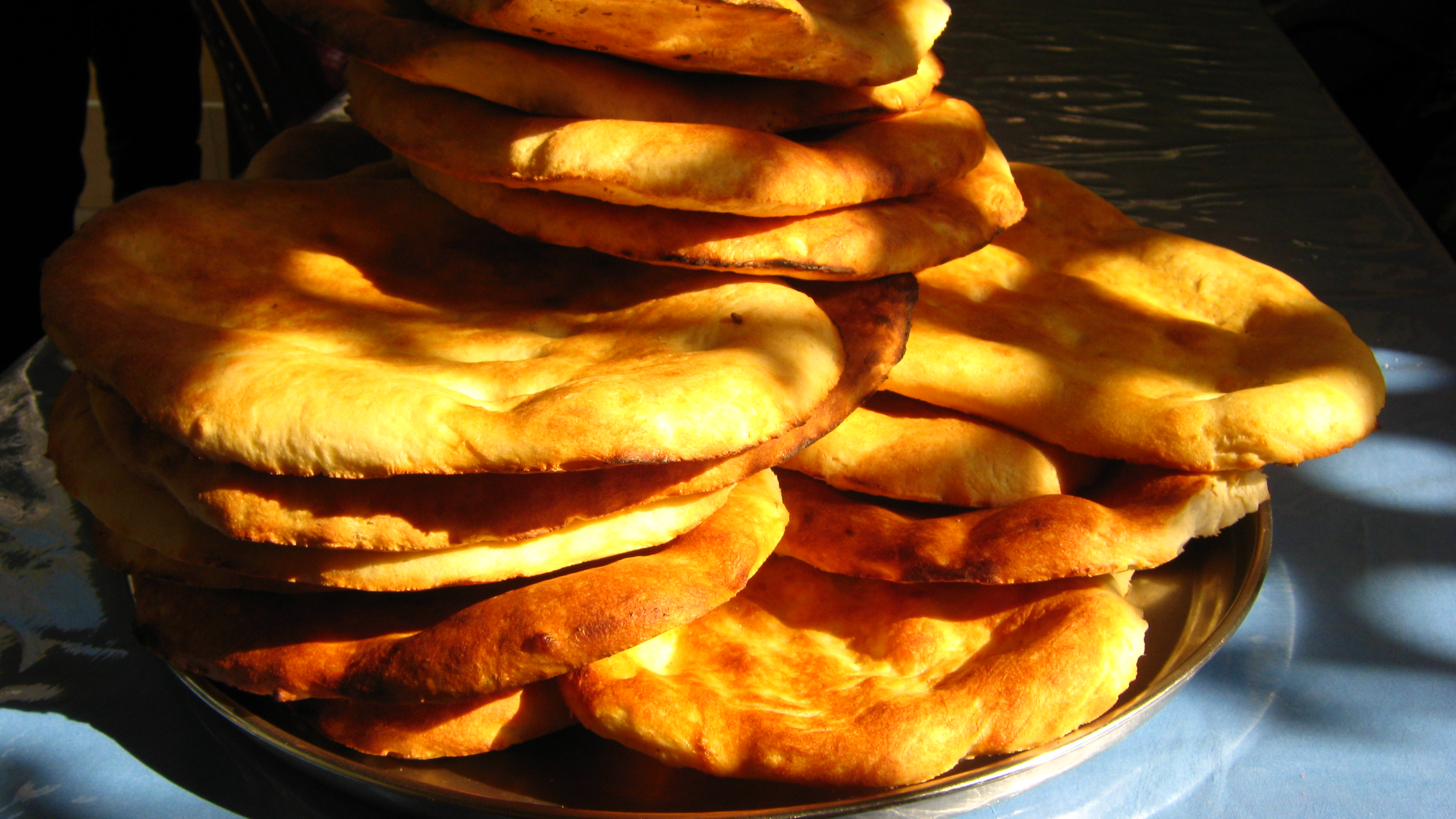
Gebakken tandoori brood
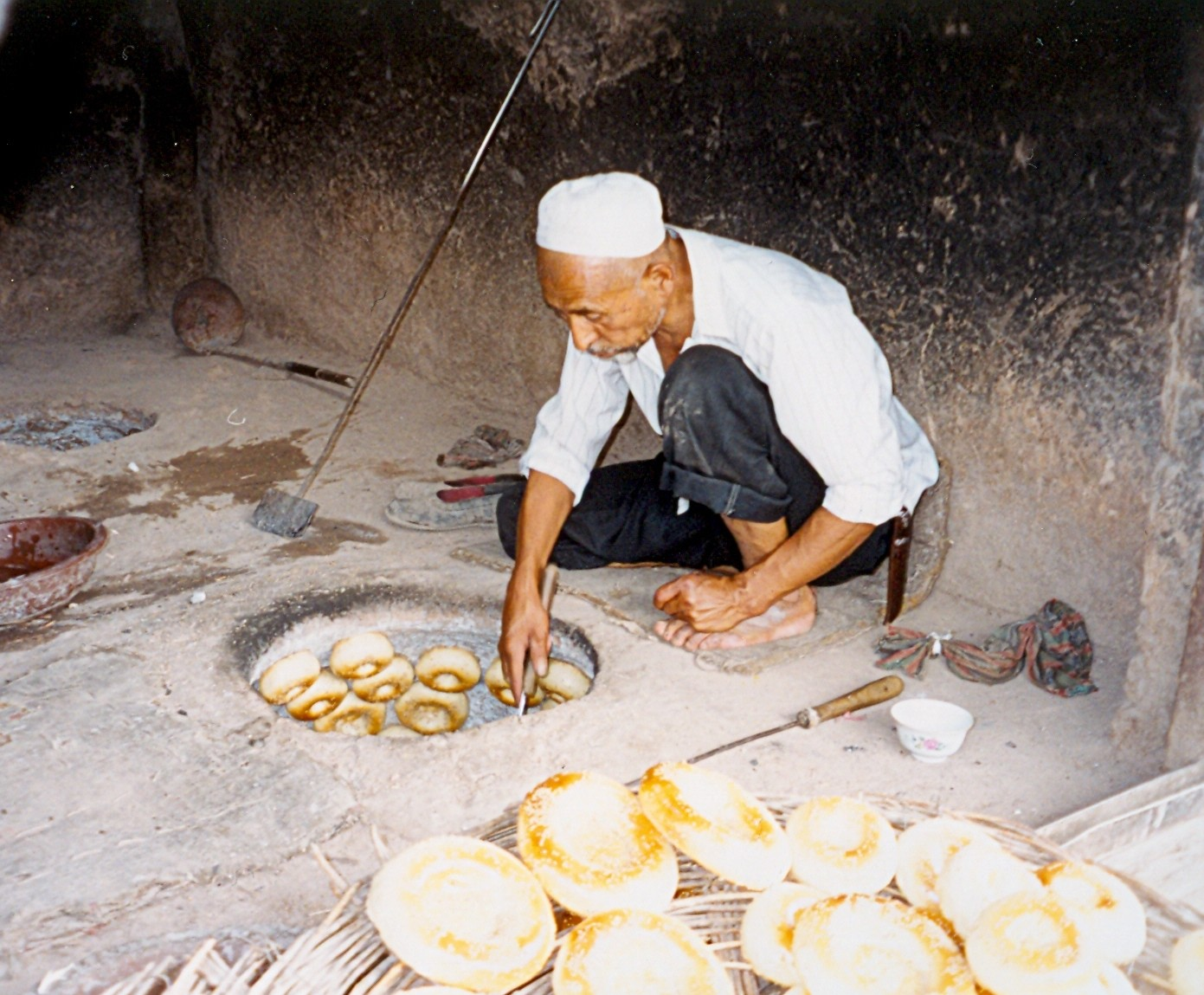
Bakken van Tandoori brood in Kashgar in China
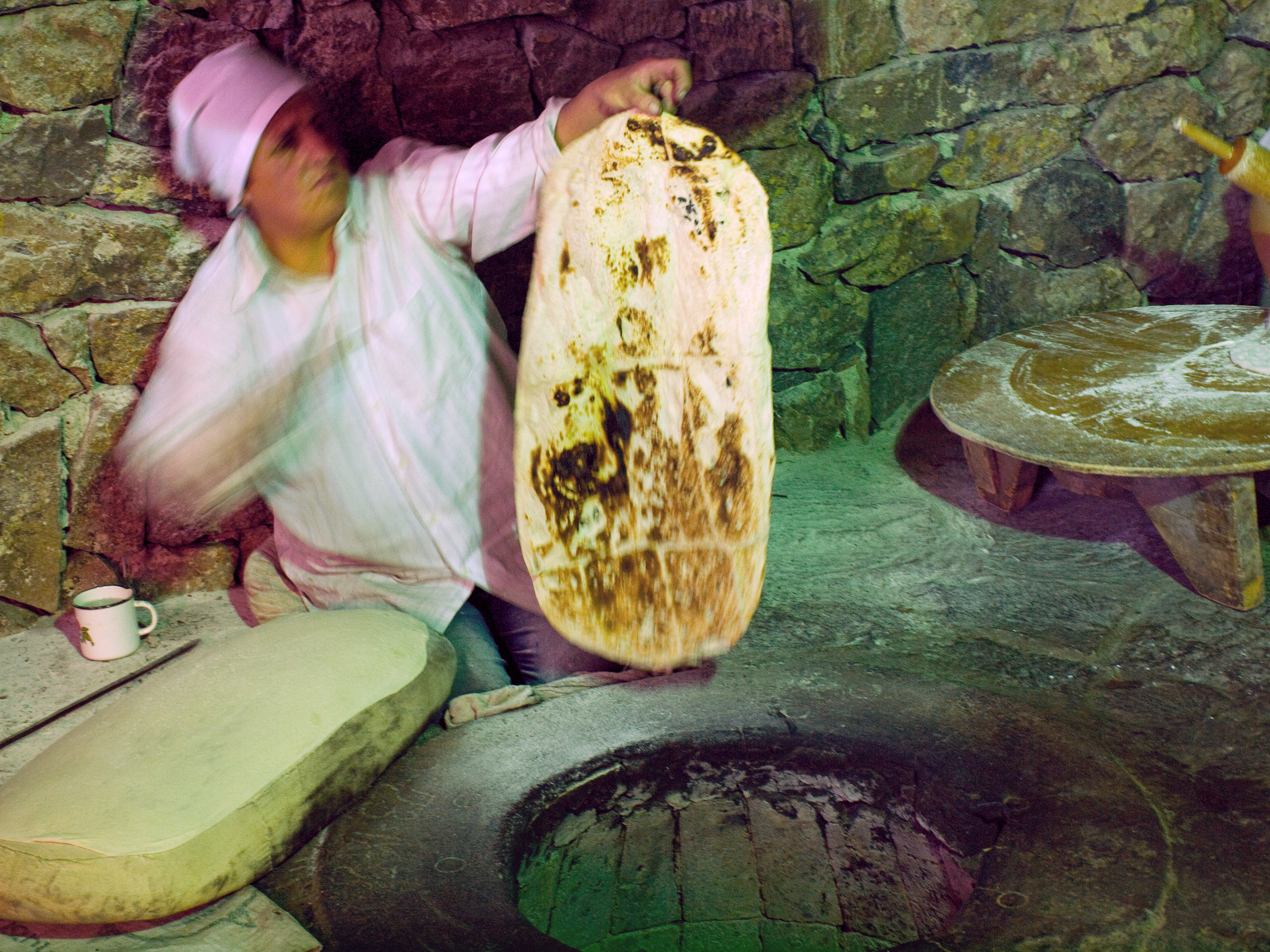
Lavash bereid in tandoor in Georgië.